# Challenges DES

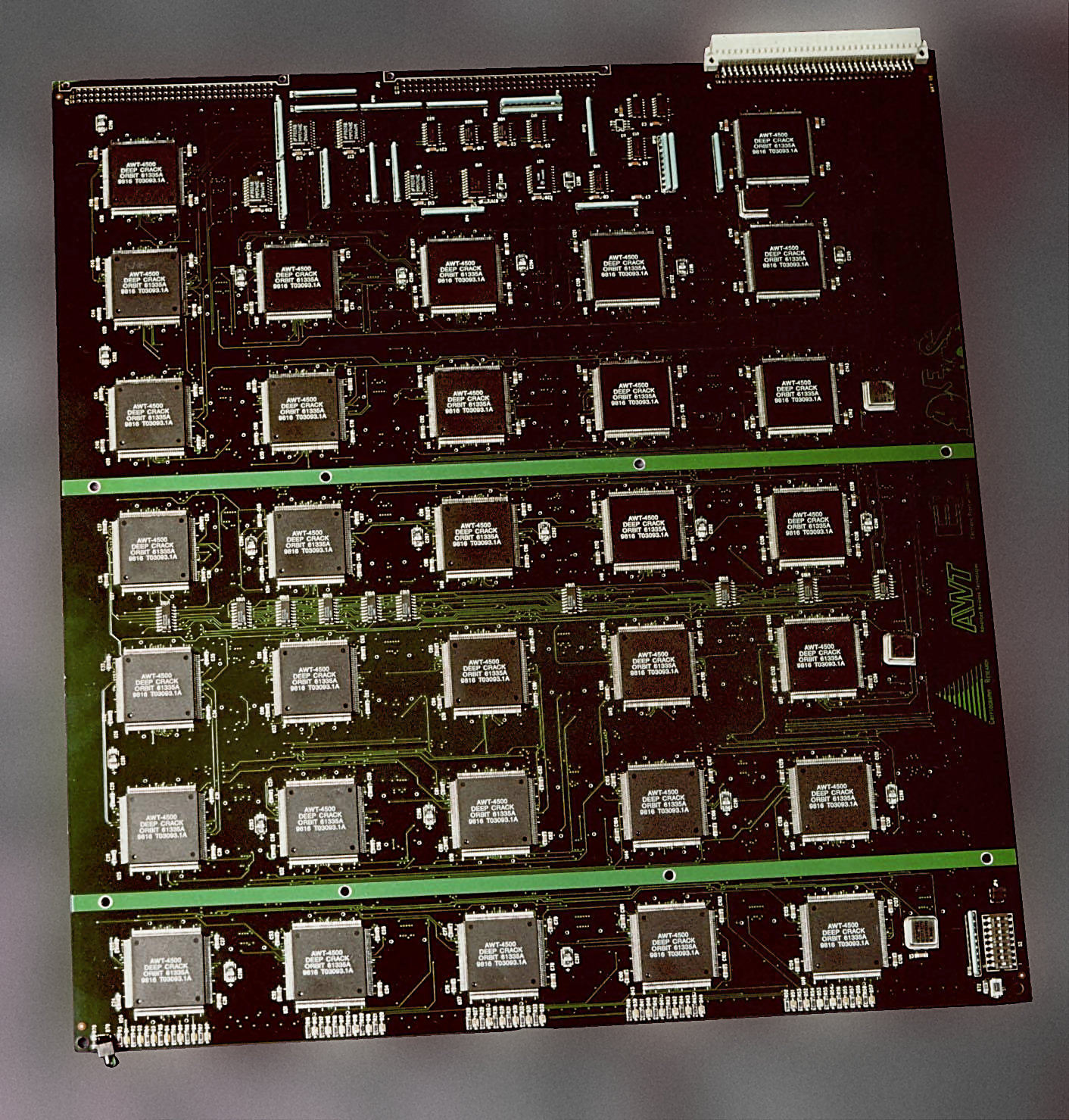
Partie de la machine de craquage DES de l'Electronic Frontier Foundation (EFF) qui a été utilisée dans deux des challenges DES.

Les Challenges DES (en anglais, DES Challenges) étaient une série de concours d'attaques par force brute organisés par RSA Security pour mettre en évidence le manque de sécurité du chiffrement Data Encryption Standard (DES).

## Les challenges
Les challenges ont commencé en 1997. Le premier concours a été remporté en 96 jours par le DESCHALL Project (en).

Le Challenge DES II-1 a été remporté par Distributed.net en 39 jours au début de 1998. Le message à déchiffrer était : 
« The secret message is: Many hands make light work. »
« Le message secret est : Plusieurs mains font apparaître la lumière. »

Le Challenge DES II-2 a été résolu en seulement 56 heures en juillet 1998 par l'Electronic Frontier Foundation (EFF) au moyen d'une attaque par matériel personnalisé avec sa machine Deep Crack. L'Electronic Frontier Foundation a gagné 10 000 $ pour sa performance. Bien que le prix ait été largement inférieur au coût de 250 000 $ de la machine Deep Crack, l'Electronic Frontier Foundation a atteint son but : démontrer qu'il était facile de briser rapidement le chiffrement DES pour une société riche ou une agence gouvernementale. Le message à déchiffrer était : 
« The secret message is: It's time for those 128-, 192-, and 256-bit keys. »
« Le message secret est : Le temps est venu pour des clés de 128, 192 et 256 bits. »

Le Challenge DES III a été remporté par une équipe formée de distributed.net et Deep Crack. Le message chiffré a été cassé en seulement 22 heures et 15 minutes en janvier 1999. Le texte clair était : 
« See you in Rome (second AES Conference, March 22-23, 1999) »
« On se voit à Rome (deuxième Conférence AES, 22-23 mars 1999). »

## Réactions
Plusieurs cryptologues pensaient qu'une fois que le chiffrement DES aurait été cassé, les autorités fédérales américaines retireraient cette norme. Cela ne s'est pas produit. Louis Freeh, le directeur du FBI, a déclaré au Congrès : « Cela ne va pas faire de différence dans un cas d'enlèvement. Cela ne va pas faire de différence dans un cas de sécurité nationale. Nous n'avons pas la technologie ou la force brute pour arriver à cette information ».
Ce n'est que lorsque le matériel personnalisé a réduit le temps de cassage à moins de 24 heures que l'industrie et les autorités fédérales ont finalement admis que le chiffrement DES n'était plus viable. Bien que le National Institute of Standards and Technology (l'Institut national des normes et de la technologie des États-Unis) ait commencé à travailler sur ce qui est devenu la norme Advanced Encryption Standard en 1997, les autorités fédérales ont continué à endosser le chiffrement DES aussi tard qu'en octobre 1999, avec FIPS 46-3. Cependant, Triple DES, une version renforcée de DES, avait déjà la préférence des experts en sécurité.